# امتحان مزاولة الطب في مصر
الامتحان القومي لترخيص مزاولة مهنة الطب في مصر (بالإنجليزية:Egyptian Medical Licensing Examination؛ اختصارًا: EMLE) هو امتحان موحد لخريجي كليات الطب في مصر للحصول علي ترخيص مزاولة مهنة الطب في مصر.

## نظام الامتحان
وفقًا للقانون رقم 153 لسنة 2019، فإن وزارة الصحة هي الجهة المنوطة بوضع الضوابط والإجراءات الخاصة بالامتحان القومي لترخيص مزاولة مهنة الطب، وبإشراف المجلس الصحي المصري. المقرر عقد الامتحان مرتين خلال شهري فبراير وسبتمبر، وذلك من خلال الموقع الإلكتروني الخاص بالامتحان، حيث سيتم تسجيل دخول الطلبة للامتحان عن طريق تسجيل اسم المستخدم وكلمة المرور، بالإضافة إلى استخدام بصمة التعريف بالوجه للتأكد من شخصية الطالب خلال المدة الزمنية المحددة لإتمام الامتحان. يتم التعاون مع «هيئة البورد الأمريكي» كجهة استشارية لوضع الامتحان، من خلال مدرسة طب هارفارد الأمريكية، وذلك بهدف الوصول للمعايير العالمية الخاصة بوضع امتحانات مزاولة مهنة الطب، تمهيدًا للحصول على اعتماد الامتحان. يتم تشكيل لجنة لوضع معايير الامتحان القومي للحصول على ترخيص مزاولة مهنة الطب، تضم استشاريين من وزارة الصحة والسكان وأساتذة من الجامعات المصرية، والأكاديمية الطبية العسكرية.
الامتحان القومي لترخيص مزاولة مهنة الطب في مصر له مجموعة من القواعد وهي كالأتي:
- الامتحان هو نجاح ورسوب فقط، ويمنح للطالب 3 محاولات للنجاح  بأحدهم، ويكفي للحصول علي ترخيص المزاولة والنجاح من نسبة 50%.
- منصة الامتحان هي نفس المنصة التي يتم عليها امتحان الثانوية العامه ويمكن الامتحان من خلال الموبايل أو الجهاز اللوحي أو الحاسب الشخصي.
- لا تعتمد سوى البيانات المرسلة من خلال الجامعات وأي طالب لديه مشكله في الدخول للموقع بسبب الإيميل عليه التواصل مع الجامعة الخاصة به.
- يجب فتح الكاميرا طول فترة الامتحان وأي مخالفة لذلك سيتم وقف امتحان الطالب.
- وزارة الاتصالات هي الجهة المسئولة عن توفير الدعم لجميع الطلاب.

## شروط الامتحان
- يحق للمواطنين المصريين فقط التقدم للامتحان.
- لحضور للامتحان، يجب أن يكون المرشح قد أكمل المتطلبات الأكاديمية لدرجة البكالوريوس في الطب والجراحة سواء في مصر أو في الخارج:

1. يجب أن يكون المرشحون الذين يتقدمون للامتحان والذين أكملوا متطلبات تعليمهم من مؤسسة تعليمية مصرية معترف بها من قبل المجلس الأعلى للجامعات قد أنهوا فترة الأمتياز.
2. يجب على المرشحين الذين يتقدمون للامتحان والذين أكملوا متطلبات تعليمهم من مؤسسة تعليمية غير مصرية تقديم الوثائق ذات الصلة لإثبات أن مؤسستهم التعليمية معترف بها من قبل المجلس الأعلى للجامعات.